# Karl Romin

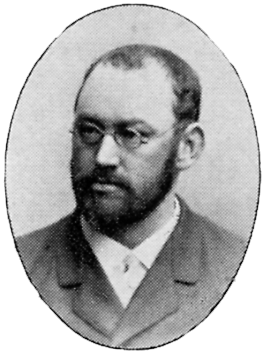
Karl Romin, Foto aus einem zeitgenössischen Lexikon

Karl Alfred Romin, auch Carl Romin (* 29. Dezember 1858 in Visby, Gotland, Schweden; † 1922 ebenda), war ein schwedischer Landschaftsmaler und Kunstlehrer.

## Leben

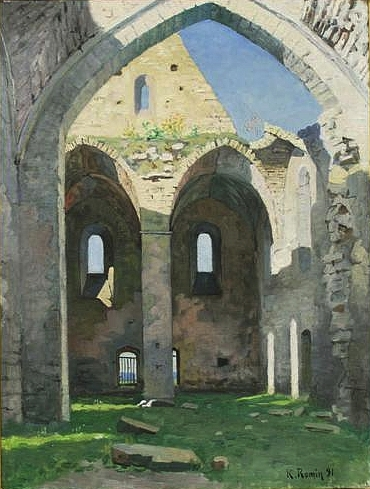
Kirchenruine in Visby, 1891

Romin, zweites von vier Kindern des Gerbers Carl Petter Romin (1832–1901) und dessen Ehefrau Catharina Helena Eriksson (1820–1900), studierte ab 1882 in Uppsala. Danach wechselte er nach Düsseldorf, wo er von 1884 bis 1885 an der Königlich Preußischen Kunstakademie eingeschrieben war. Dort unterrichtete ihn Heinrich Lauenstein. Außerdem ließ er sich von seinem Landsmann Axel Tallberg in den Techniken der Radierung unterweisen. Er erwarb sich den Ruf eines guten Karikaturisten. Im Jahr 1886 besuchte er die Kunstfachschule Stockholm. Danach betätigte er sich als Kunstlehrer an der Technischen Schule Visby (Visby tekniska skola). In die Geschichte Gotlands ging er als einer der Initiatoren des Badeortes Snäckgärdsbaden ein.
Romins Bruder Gustaf wurde ebenfalls ein Maler.